# Zamia soconuscensis
Zamia soconuscensis är en kärlväxtart som beskrevs av Schutzman, Vovides och Bijan Dehgan. Zamia soconuscensis ingår i släktet Zamia och familjen Zamiaceae. IUCN kategoriserar arten globalt som sårbar. Inga underarter finns listade i Catalogue of Life.